# Achachicala
Achachicala es un barrio ubicado al norte de la ciudad de La Paz que depende administrativamente del Macro distrito Periférica.

## Toponimia
El nombre de Achachicala proviene de los vocablos aimaras achachi , antiguo o viejo y kala piedra.

## Características
El barrio de Achachicala fue el lugar de funcionamiento de numerosas industrias a partir de la década de 1960 en que empezó a urbanizarse el sector. Posteriormente se convirtió en un barrio fabril, por el asentamiento  de los obreros que trabajaban en las fábricas del sector.
Achachicala forma parte de uno de los distritos más poblados de la ciudad de La Paz.
En el sector aún existen algunas empresas de carácter industrial como Industrias Venado y se encuentran importantes equipamientos urbanos como la Universidad Salesiana de Bolivia y el matadero Municipal de La Paz.

## Comunicación y Transporte
Las principales vías de acceso a la zona son la Autopista La Paz El Alto y el Puente Ferrobeni.